# Chironomus crassicaudus
Chironomus crassicaudus är en tvåvingeart som beskrevs av Tokunaga 1964. Chironomus crassicaudus ingår i släktet Chironomus och familjen fjädermyggor. Inga underarter finns listade i Catalogue of Life.